# 파워 팝
파워 팝(영어: Power pop 또는 powerpop)은 더 후, 비틀즈, 비치 보이스, 버즈 등의 밴드의 초기 음반에 기반을 둔 팝 록의 한 장르이다. 보통 선율적인 훅, 보컬간의 화음, 활동적인 공연 및 갈망이나 절망이 뒷받침하는 경쾌한 사운드가 특징이다. 1960년대에 탄생하여 브리티시 인베이전 시기 당시 성인이 된 미국 음악가들이 발전시켰다. 해당 음악가 중 많은 이들은 팝이 "십대의 순수함"이 유지되기를 원했고, 가식적이며 듣기 어려운 새로운 형태의 록 음악에 반기를 들었다.
"파워 팝"이라는 용어는 1967년 더 후의 피트 타운젠드가 밴드의 음악적 스타일을 표현하기 위해 언급한 것에서부터 기원했다. 하지만 1970년대에 들어서면서 팝을 되살리려는 비틀즈 스타일의 팝 음악가들을 묘사하는 데 사용됐다. 장르의 사운드는 1970년대 초반 배드핑거, 라즈베리스, 토드 룬드그렌의 음악이 유명해지며 더욱 확고해졌다. 이후의 음악가들은 뉴 웨이브, 펑크 록, 글램 록, 펍 록, 컬리지 록, 네오사이키델리아와 같은 장르의 발달에 영향을 끼쳤다.
파워 팝은 1970년대 후반 펑크 록과 뉴 웨이브가 부상할 때 칩 트릭, 더 낵, 더 로맨틱스, 닉 로, 데이브 에드먼즈, 드와이트 트윌리 등의 음악가로 전성기를 구가하였다. 이 중 더 낵이 1979년 발표한 〈My Sharona〉는 대중과 평단의 반발을 얻었고, 음반 회사들은 파워 팝 그룹과의 계약을 중단하기에 이르며 1970년대 밴드 대부분이 1980년대 초에 해체하게 된다.
이후 수십 년 동안 파워팝은 평론가들에게 조롱의 대상으로 남아있는 동시에 적당한 상업적 성과를 보이며 지속되어 왔다.  1990년대에는 신생 얼터너티브 밴드들이 자신들에게 영향을 준 1980년대 음악의 토대가 된 1960년대 예술가들을 선호하는 현상이 나타났다. 이전보다 상업적인 성공은 맛볼 수 없었으나, 젤리피시, 더 포지스, 레드 크로스, 틴에이지 팬클럽, 머티리얼 이슈 등은 비평가들의 선호와 함께 컬트적인 인기를 끌었다. 1990년대 중반에는 파워 팝의 화음과 업템포 펑크를 결함시킨 파생 장르 팝 펑크가 주류 음악계에서 대중화되었다.

## 같이 보기
- 브릿팝